# Horná Štubňa
Horná Štubňa es un municipio del distrito de Turčianske Teplice en la región de Žilina, Eslovaquia, con una población estimada a final del año 2024 de 1627 habitantes.
Se encuentra ubicado al suroeste de la región, cerca del curso alto del río Váh (cuenca hidrográfica del Danubio) y de la frontera con las regiones de Banská Bystrica y Trenčín.

## Demografía
| Año        | 1994 | 2004    | 2014    | 2024    |
| ---------- | ---- | ------- | ------- | ------- |
| Población  | 1578 | 1610    | 1632    | 1627    |
| Diferencia |      | +2,02 % | +1,36 % | −0,30 % |

| Año        | 2023 | 2024    |
| ---------- | ---- | ------- |
| Población  | 1628 | 1627    |
| Diferencia |      | −0,06 % |